# Crataegus chlorocarpa
Crataegus chlorocarpa är en rosväxtart som beskrevs av Lenne och C. Koch. Crataegus chlorocarpa ingår i Hagtornssläktet som ingår i familjen rosväxter. Inga underarter finns listade i Catalogue of Life.